# Lepturges beaveri
Lepturges beaveri är en skalbaggsart som beskrevs av Monné 1978. Lepturges beaveri ingår i släktet Lepturges och familjen långhorningar. Inga underarter finns listade i Catalogue of Life.